# Jean-Pierre Fourcade

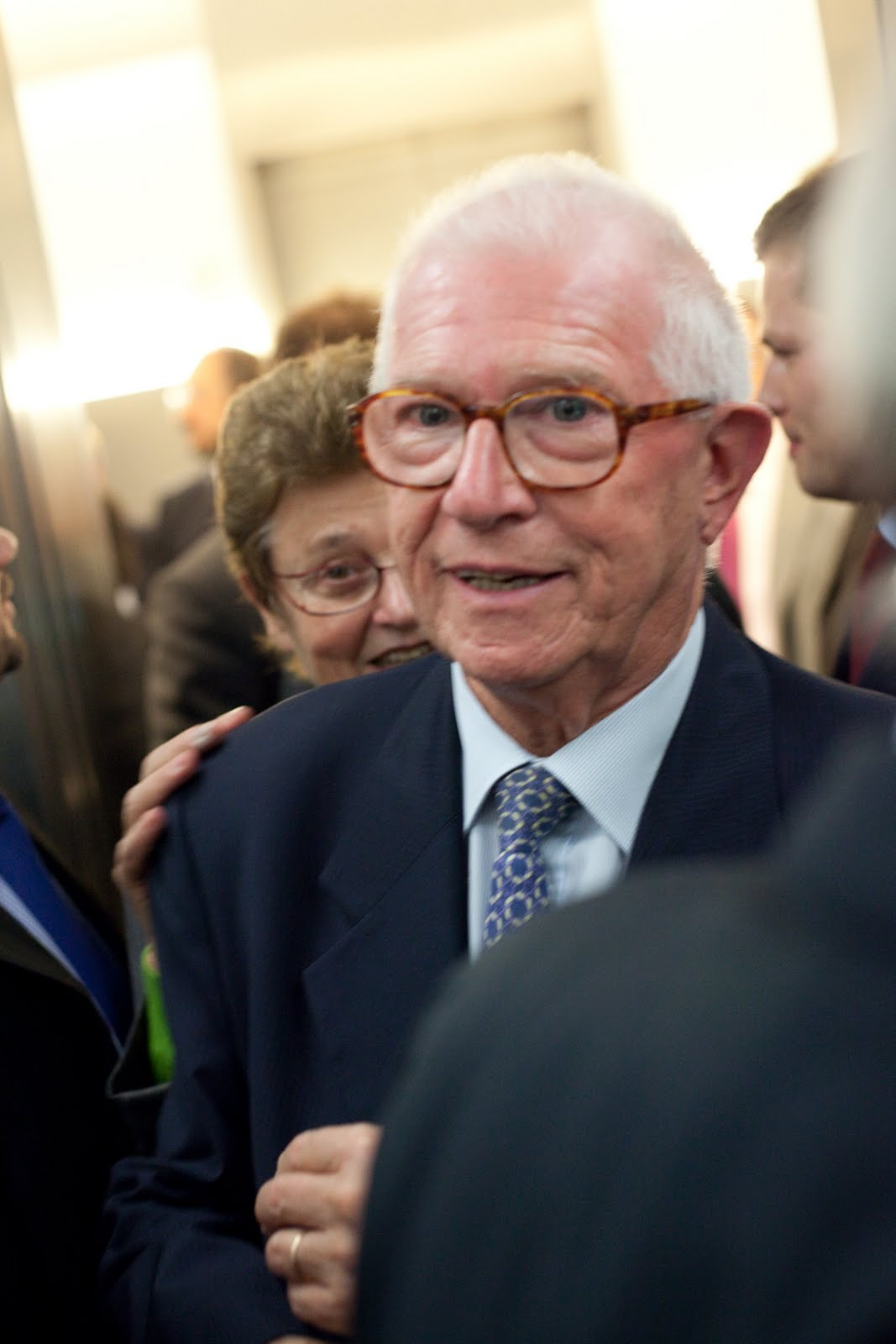
Jean-Pierre Fourcade (2009)

Jean-Pierre Fourcade (* 18. Oktober 1929 in Marmande, Département Lot-et-Garonne) ist ein französischer Politiker (RI, UDF, UMP, ab 2008 parteilos). Er war von 1974 bis 1976 Finanz- und Wirtschaftsminister, von 1977 bis 2011 Senator und von 1995 bis 2007 Bürgermeister von Boulogne-Billancourt.

## Leben und politische Karriere
Fourcade absolvierte das Institut d’études politiques de Bordeaux sowie ein Jurastudium an der Universität Bordeaux und durchlief die Elitehochschule École nationale d’administration (ENA; Abschlussjahrgang 1954 « Félix-Éboué »). Anschließend war er als Finanzinspektor tätig.
Als Mitglied der konservativ-liberalen Républicains indépendants wurde er 1971 zum Bürgermeister der Stadt Saint-Cloud, eines westlichen Vororts von Paris, gewählt. Dieses Amt hatte er bis 1992 inne. Von 1973 bis 1989 war er zusätzlich Mitglied des Conseil général des Départements Hauts-de-Seine, in dem Saint-Cloud liegt.
Nach der Wahl seines Parteikollegen Valéry Giscard d’Estaing zum Staatspräsidenten war Fourcade zudem von Mai 1974 bis August 1976 Minister für Wirtschaft und Finanzen unter Premierminister Jacques Chirac. Danach bekam Fourcade in der ersten Regierung von Raymond Barre ab August 1976 den Posten des Ministers für Verkehr und Infrastruktur. In Barres zweitem Kabinett war für ein halbes Jahr zusätzlich für den Bereich Raumordnung verantwortlich. Im September 1977 verlor er dann allerdings seinen Ministerposten und wurde durch Fernand Icart ersetzt. Die Républicains indépendants benannten sich 1977 in Parti républicain um und wurden im Jahr darauf Mitglied des bürgerlichen Parteienbündnisses UDF.
Von 1977 bis 2011 war er ohne Unterbrechung Vertreter des Départements Hauts-de-Seine im französischen Senat, von 1983 bis 1998 hatte er den Vorsitz im Senatsausschuss für soziale Angelegenheiten inne. Bis 1998 gehörte er der Senatsfraktion der Républicains indépendants an (die trotz der Umbenennung der Partei ihren Namen behalten hatte), dann der in der politischen Mitte verorteten Fraktion Rassemblement démocratique et social européen (RDSE). Im Juni 1995 wurde Fourcade zum Bürgermeister der Großstadt Boulogne-Billancourt gewählt, die ebenfalls an Paris grenzt und im Département Hauts-de-Seine liegt. 2001 gelang ihm die Wiederwahl. Ab 2002 gehörte Fourcade der von Jacques Chirac gegründeten Mitte-rechts-Sammelpartei Union pour un mouvement populaire (UMP) und der entsprechenden Senatsfraktion an. Boulogne-Billancourt und Sèvres schlossen sich 2004 zur Communauté d’agglomération Val de Seine zusammen, deren Präsident Fourcade anschließend bis 2008 war.
Fourcade übergab das Amt des Bürgermeisters 2007 an Pierre-Mathieu Duhamel und wurde selbst dessen Beigeordneter für Finanzen und die Entwicklung des früheren Renault-Geländes. Als die UMP bei der Kommunalwahl in Boulogne-Billancourt nicht Duhamel, sondern den von der UDF übergetretenen Abgeordneten Pierre-Christophe Baguet als Spitzenkandidaten aufstellte, trat Fourcade aus der Partei aus. Fourcade stellte dann eine eigene, als Divers droite („sonstige Rechte“) etikettierte Wahlliste auf, die mit 34,9 Prozent im zweiten Wahlgang auf den zweiten Platz hinter der UMP-Liste von Baguet kam. Fourcade war anschließend noch bis 2014 Oppositionsvertreter im Stadtrat von Boulogne-Billancourt.
Daneben bekleidete er zahlreiche andere Ämter und Funktionen.

## Schriften
- Et si nous parlions de demain. Fayard, Paris 1979, ISBN 2-213-00682-2 (französisch).
- La Tentation social-démocrate. Plon, Paris 1985, ISBN 2-259-01245-0 (französisch).
- Mon expérience peut-elle éclairer le monde ? Éditions France-Empire monde, Chaintreaux 2015, ISBN 978-2-7048-1312-4 (französisch).